# كاثرين روبرتس
كاثرين روبرتس (بالإنجليزية: Katherine Roberts)‏ هي كاتِبة بريطانية، ولدت في 12 فبراير 1962.